# Todas las almas (The X-Files)
«All Souls» es el decimoséptimo episodio de la quinta temporada de la serie de televisión estadounidense de ciencia ficción The X-Files. El episodio se emitió originalmente en la cadena Fox el 26 de abril de 1998. El guion del episodio fue escrito por Frank Spotnitz y John Shiban, a partir de una historia de Dan Angel y Billy Brown; fue dirigido por Allen Coulter. El episodio es una historia del «monstruo de la semana», una trama independiente que no está conectada con la mitología, o historia ficticia general, de The X-Files. «All Souls» obtuvo un índice de audiencia de 8,5 y fue visto por 13,44 millones de espectadores en su emisión inicial. Recibió críticas mixtas por parte de la crítica televisiva.
La serie se centra en los agentes especiales del FBI Fox Mulder (David Duchovny) y Dana Scully (Gillian Anderson) que trabajan en casos relacionados con lo paranormal, llamados expedientes X. En este episodio, la inexplicable muerte de una niña discapacitada mental y físicamente hace que el padre McCue (Arnie Walters) pida ayuda a Scully, pero su investigación la conduce a un misterio relacionado con los Nefilim, hijos de mujeres mortales y ángeles. Scully pronto se entera de que Aaron Starkey (Glenn Morshower), un trabajador del departamento de servicios sociales y demonio disfrazado, va tras las niñas para que el diablo controle su poder.
La versión original de «All Souls» era una simple historia sobre Mulder, Scully y los ángeles. Shiban y Spotnitz, sin embargo, revisaron la idea y añadieron elementos extrapolados de las dos partes anteriores de la temporada, «Christmas Carol» y «Emily», convirtiendo a «All Souls» en la «tercera parte no oficial» de su arco argumental. La entrada también contenía varios efectos elaborados, que se consiguieron mediante maquillaje y CGI. Después de ver el montaje final de la entrega, Shiban y Spotnitz decidieron enmarcar la acción en torno a Scully confesando su historia a un sacerdote en un confesionario.

## Argumento
En Alexandria, Virginia, Dara Kernof (Emily Perkins), una chica de dieciséis años discapacitada física y mentalmente que utiliza una silla de ruedas, consigue salir de su casa en mitad de la noche, poco después de su bautizo. Su padre, Lance (Eric Keenleyside), la encuentra fuera con los brazos levantados hacia una extraña figura. De repente, relampaguea y la figura desaparece. Cuando Lance llega hasta Dara, se da cuenta de que está muerta y de que sus ojos se han quemado. Finalmente, el padre McCue (Arnie Walters) se pone en contacto con Dana Scully (Gillian Anderson) y le pregunta si estaría dispuesta a ayudar a la familia a averiguar qué ha ocurrido exactamente. Poco después, Scully visita a los Kernof y se entera de que Dara fue adoptada. Dadas sus graves deformidades espinales, Scully es incapaz de explicar cómo Dara caminaba, y mucho menos cómo salía a la calle. Lance le cuenta entonces a Scully que vio una extraña figura ante ella; le confía que cree que el misterioso ser era el diablo.
Mientras esto ocurre, un sacerdote llamado Padre Gregory (Jody Racicot) visita un hospital para visitar a la gemela de Dara, Paula Koklos (Perkins), pero es detenido por un trabajador social llamado Aaron Starkey (Glenn Morshower). Esa noche, Paula muere misteriosamente cuando un hombre entra en su habitación. Fox Mulder (David Duchovny) pronto se entera de que Paula y Dara no eran gemelas, sino dos de cuatro cuatrillizas. Los agentes también se enteran de que el padre Gregory esperaba adoptar a Paula y visitan al sacerdote. Gregory protesta diciendo que es inocente y que sólo intentaba proteger a Paula acogiéndola bajo su protección. Más tarde, Scully tiene una visión de su hija Emily (Lauren Diewold).
Mulder pronto se entera de la identidad de otra hermana (Perkins), que tiene problemas y no tiene hogar. Con la ayuda de Starkey, Mulder encuentra a la chica en una zona degradada de la ciudad, pero la figura del principio del episodio la mata antes de que Mulder pueda llegar hasta ella. Mulder descubre al Padre Gregory en el lugar de los hechos y cree que es el autor de los crímenes. Bajo el interrogatorio de Mulder y Scully, el Padre Gregory insiste en que estaba intentando alejar al diablo, que esperaba reclamar las almas de las chicas. Insiste en que la cuarta y última hermana debe ser localizada. Más tarde, cuando los agentes han abandonado la habitación, Starkey entra y pregunta por el paradero de esta última chica. Gregory guarda silencio y pronto empieza a arder; se revela que Starkey es el diablo.
Esa noche, la figura del principio del episodio se presenta a Scully, revelando que se trata de un serafín. Este serafín había engendrado cuatro nefilim (es decir, los cuatrillizos discapacitados) y Dios envió al ángel a la Tierra para devolver a las niñas al Cielo. El ángel intenta burlar al diablo, que espera utilizar las almas de las niñas para sus propios planes nefastos. Scully y Starkey encuentran más tarde a la cuarta chica, Roberta Dyer (Perkins) en la iglesia de Gregory. Sin embargo, Scully ve que Starkey tiene una sombra con cuernos, revelando sus verdaderos orígenes. Mientras Scully intenta ayudar a Roberta a escapar, las mujeres son confrontadas por el Serafín. Scully suelta de mala gana la mano de Roberta, después de ver a Emily en lugar de Roberta, y deja que Roberta entre en el Cielo.

## Producción

### Escritura

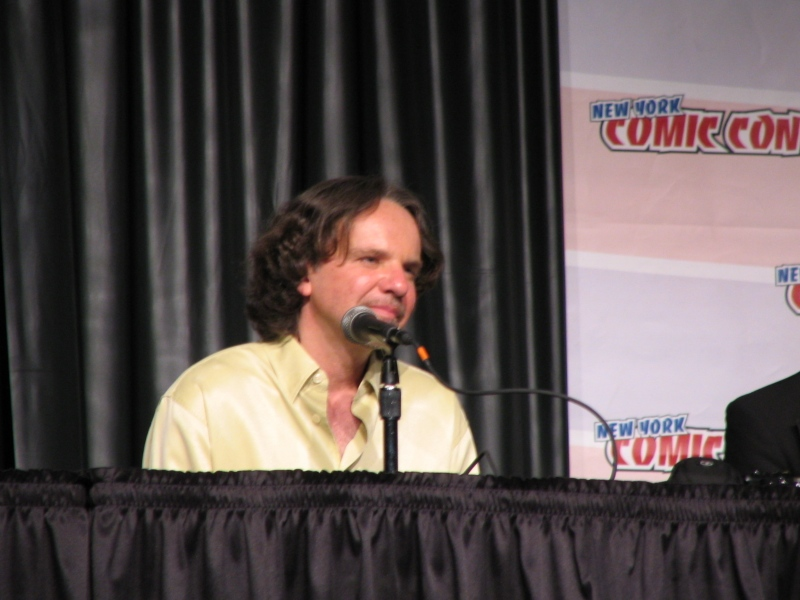
Frank Spotnitz escribió el episodio, junto con John Shiban.

El guion de «All Souls» fue escrito por John Shiban y Frank Spotnitz, y dirigido por Allen Coulter. La génesis original del episodio fue una idea desarrollada por Dan Angel y Billy Brown, dos editores de guiones gráficos de la serie que se habían marchado después de las Navidades de 1997. En esta encarnación, la trama era radicalmente diferente; según Shiban, la historia era «sobre Mulder y Scully y los ángeles, pero nunca llegó a funcionar como se concibió originalmente». Shiban y Spotnitz decidieron revisar el guion y presentar elementos del anterior arco argumental «Christmas Carol» y «Emily», ya que los guionistas querían incluir la idea «muy universal» de Scully explorando los sentimientos por su hija fallecida. Este episodio, según Andy Meisler, se convirtió así en la «tercera parte no oficial» de la historia. Con este episodio, Scully asume el papel de creyente, mientras que Mulder hace de escéptico. Este «entrecruzamiento Mulder-Scully» acentuó un tema importante para la quinta temporada.
Para contrarrestar algunos de los aspectos más oscuros del guion, Shiban y Spotnitz -a instancias del coprotagonista David Duchovny- añadieron varias líneas de humor, a cargo de Mulder. Según Duchvony, «En las series de investigación más directas, las más espeluznantes y aterradoras, yo intentaba asegurarme de que mantuviéramos viva esta especie de humanidad a través del humor».

### Rodaje

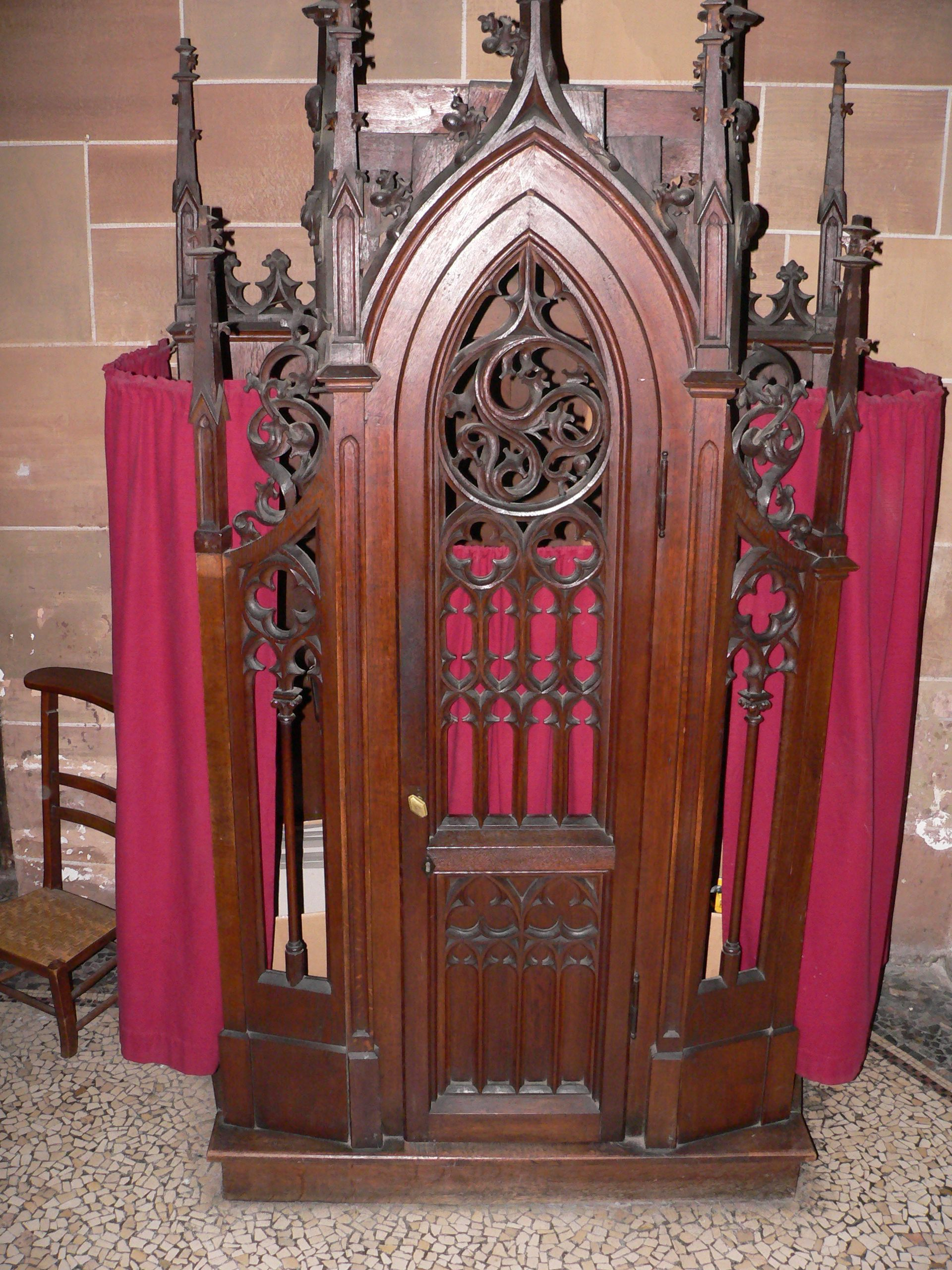
Shiban y Spotnitz decidieron enmarcar la acción del episodio en torno a Scully confesándose con un sacerdote (confesionario en la foto).

Las escenas de «St. John's Church» -la iglesia que aparece en el episodio- se rodaron en la auténtica iglesia de San Agustín de Vancouver, Columbia Británica. Antes del rodaje, el guion del episodio fue aprobado por el monseñor de la iglesia. Como medida de seguridad, el equipo de producción buscó otras iglesias por si se revocaba el permiso. Se crearon vidrieras especiales en las que aparecía un ángel ascendiendo al cielo, en consonancia con los temas del episodio. El libro que el padre McCue tiene sobre los Nefilim fue creado por la ayudante del director artístico Vivien Nishi con la ayuda de Spotnitz. Las escenas de la iglesia del padre Gregory se rodaron en una antigua sala de calderas del hospital George Pearson. Este lugar ya se había utilizado como cafetería en la quinta temporada, «Kitsunegari». Al principio, el equipo de producción temía que las altas ventanas del edificio aportaran demasiada luz natural, por lo que algunas de ellas se iluminaron con medios artificiales.
El episodio contenía varios efectos elaborados, que se consiguieron mediante maquillaje o CGI. La maquilladora Laverne Basham y la peluquera Anji Bemben se encargaron de dar a cada una de las cuatrillizas, interpretadas por Emily Perkins, un aspecto diferente. También fueron responsables de hacer que Jody Racicot pareciera mayor, lo que resultó especialmente difícil dado que Racicot no tenía pelo que pudieran teñir de gris y tenía «la piel más tensa de cualquier treintañero [que hubieran] visto nunca». Los efectos visuales para crear las cabezas cambiantes de los Serafines se crearon con CGI, que el supervisor de efectos visuales Lauri Kailsen-George finalizó sólo «horas antes de la emisión». La escena se creó haciendo que el actor Tracy Elofson se pusiera una máscara de león para seguir la escena. A continuación, se filmaron las distintas cabezas contra una pantalla verde y se compusieron. A continuación se intercalaron varios efectos de luz para «darle un aspecto aterrador» y más «angelical».
Tras ver un borrador del episodio, Shiban y Spotnitz decidieron que estaban «lejos del final». Sintiendo que faltaba algo, los dos decidieron enmarcar los acontecimientos del episodio con dos escenas en las que aparecía Scully en el confesonario de una iglesia. El productor de Vancouver J. P. Finn fue elegido para interpretar al sacerdote, debido a su «voz baja y sus rasgos de mapa de Irlanda». Inicialmente, Gillian Anderson había recibido el guion de estas escenas con días de antelación. El día del rodaje, sin embargo, le enviaron una serie de correcciones y pidió más tiempo para familiarizarse con el nuevo guion, para no precipitarse ni perder la emoción que debía poner en la escena. El equipo acabó rodando un día más tarde. Debido a ello, Finn nunca llegó a rodar con Anderson. Para compensar la adición de las escenas de la iglesia, el primer corte del episodio tuvo que recortarse «escena por escena y línea por línea».

## Emisión y recepción
«All Souls» se estrenó en la cadena Fox en Estados Unidos el 26 de abril de 1998. Obtuvo una calificación Nielsen de 8,5 en los hogares, con una cuota de 12, lo que significa que aproximadamente el 8,5 por ciento de todos los hogares equipados con televisión, y el 12 por ciento de los hogares que ven la televisión, sintonizaron el episodio. Fue visto por 13,44 millones de espectadores.
«All Souls» recibió críticas mixtas por parte de la crítica televisiva. Dave Golder, de la revista SFX, nombró al Nefilim del episodio como uno de los «10 mejores ángeles de la televisión». Aplaudió el cambio de papeles del episodio, permitiendo a Scully ser la creyente y a Mulder el escéptico. Emily VanDerWerff de The A.V. Club escribió positivamente sobre el episodio y lo calificó con un «B+». A pesar de calificar la entrada como «un episodio ocasionalmente demasiado lento», VanDerWerff elogió a Anderson, alabando su actuación como «otra [...] potencial cinta del Emmy en una temporada llena de ellas». Además, disfrutó con la yuxtaposición del escepticismo de Scully y sus creencias religiosas, señalando que la serie podría haber llevado la idea al terreno de la ironía, pero en su lugar la interpretó «con una seriedad mortal» que le permitió funcionar.
Otras críticas fueron más negativas. Paula Vitaris de Cinefantastique, criticó duramente el episodio y le concedió una estrella de cuatro. Vitaris escribió «con su viaje a la religiosidad descarada, “All Souls” parece un mal episodio de Millennium». Además, criticó las escenas en las que las almas de los Nefilim eran tomadas, señalando la excesiva imaginería religiosa: «mientras se llevan el alma [de Dara], la cámara se desplaza hacia la derecha y se detiene para detenerse en un poste de teléfono que forma una cruz». Robert Shearman y Lars Pearson, en su libro Wanting to Believe: A Critical Guide to The X-Files, Millennium & The Lone Gunmen, calificaron el episodio con una estrella sobre cinco. Los dos se burlaron del hecho de que el asesino del episodio parece ser Dios o un ángel mandado por Dios, junto con el hecho de que las cuatro chicas están destinadas a morir porque son discapacitadas y «no tienen derecho a vivir». Además, Shearman y Pearson concluyeron que, aunque el culto religioso no es un acto pasivo, en el episodio se trata así. En última instancia, concluyeron que, aunque «ver la muerte desde un ángulo diferente es fascinante», se exploraría mejor «en “Closure”».